# Malaica
Malaica – wieś w Rumunii, w okręgu Dolj, w gminie Cerăt. W 2011 roku pozostawała niezamieszkana.